# FITS
FITS (anglicky Flexible Image Transport System, doslova „přizpůsobivý systém transportu obrazu“) je otevřený standard souborového formátu pro ukládání astronomických dat. V jádru se jedná o formát grafického souboru, ovšem umožňuje zahrnutí řady metadat (například informace o poloze, fotometrické informace…) a jeden soubor může obsahovat několik vrstev, například záznam rentgenového a infračerveného záření. Rovněž obraz je v tomto případě zjednodušující, neboť se často jedná o vícerozměrná data, například třírozměrná). Pro ně je navíc podporována řada souřadnicových soustav počínaje kartézskou soustavou souřadnic. A dvourozměrné obrazy nemusí být rovinné: podporována jsou různá mapová zobrazení.

## Softwarová podpora
Různá úroveň podpory pro formát FITS je dostupná pro řadu programovacích jazyků včetně C, C++, Fortran, IDL, Javy, Julie, Mathematici, MATLABu, Perlu, Pythonu, R a Tcl.
Některé grafické editory a obecněji softwary pro digitální zpracování obrazu jako ImageJ, GIMP, Adobe Photoshop, XnView a IrfanView nabízejí základní podporu pro formát FITS, ale obvykle z něj umí zobrazit jen jednoduché dvourozměrné obrazy. 

## Uživatelé
FITS ve verzi 4.0 je formát uznávaný Mezinárodní astronomickou unií a jsou do něj ukládána například data z Hubbleova vesmírného dalekohledu, observatoře XMM-Newton Evropské jižní observatoře a ze Spitzerova vesmírného dalekohledu.
Kromě toho jej například používá Vatikánská apoštolská knihovna k zdigitalizování a zpřístupnění starých rukopisů.

## Dějiny
První verze formátu FITS je z roku 1981 a je stále rozšiřován, přičemž rozšiřování dbá na zpětnou kompatibilitu. Aktuální verze 4.0 je z července 2016.
| Verze FITS   | Status                    | Datum         | Poznámky                                                                    |
| ------------ | ------------------------- | ------------- | --------------------------------------------------------------------------- |
| 4.0          | aktuální standard         | července 2016 | —                                                                           |
| 3.0          | starší verze, podporovaná | červenec 2008 | —                                                                           |
| 2.1b         | starší verze, podporovaná | prosinec 2005 | Přidána podpora pro 64bitová celočíselná primární pole a obrazová rozšíření |
| NOST 100-2.0 | starší verze, podporovaná | duben 1999    | —                                                                           |
| NOST 100-1.0 | starší verze, podporovaná | červen 1993   | —                                                                           |